# 齋藤真
齋藤 真（さいとう まこと、1955年1月31日 - ）は、日本の実業家。株式会社ジャノメ代表取締役社長CEO。一般社団法人日本縫製機械工業会副会長。

## 人物・経歴
1978年上智大学理工学部卒業後、蛇の目ミシン工業（現・ジャノメ）株式会社に入社。同社入社後、主に生産管理部門及び研究開発部門を担当し、グローバル化に対応した機能的な生産・開発体制を構築。2011年同社執行役員、2015年同社常務執行役員、2017年同社取締役常務執行役員、2018年同社取締役専務執行役員を経て、2019年同社代表取締役社長COO（内部監査室担当）に就任。2021年同社代表取締役社長CEO（製品企画室担当、内部監査室担当）。一般社団法人日本縫製機械工業会副会長も務める。